# Entwicklungsländer ohne Meereszugang
Entwicklungsländer ohne Meereszugang, auch Binnenentwicklungsländer (englisch Landlocked Developing Countries, kurz: LLDC) bezeichnet einen von den Vereinten Nationen definierten sozialökonomischen Status, den 32 abseits der Meere gelegene, arme Länder überall in der Welt aufweisen.

## Begriffsklärung
Der Ausdruck am wenigsten entwickelte Länder (englisch Least Developed Countries, kurz: LDC) kann – wenn er mit seiner natürlichen Abkürzung abgekürzt wird – mit dem Ausdruck weniger entwickelte Länder (englisch Less Developed Countries kurz: LDC) verwechselt werden (Länder, die eine Ebene unter den weniger entwickelten Ländern stehen), da dessen natürliche Abkürzung ebenfalls LDC ist. Daher wird manchmal zur besseren Unterscheidung für die am wenigsten entwickelten Länder auch die Abkürzung LLDC gebraucht. Dabei wiederum gibt es Verwechslungsgefahr mit den Entwicklungsländern ohne Meereszugang (englisch Landlocked Developing Countries), weswegen die am wenigsten entwickelten Länder mit LDC und die weniger entwickelten Länder meist ausweichend als Entwicklungsländer (englisch Developing Countries, kurz: DC) bezeichnet werden. Heutzutage wird allerdings selbst von einigen UN-Organisationen nicht mehr sonderlich zwischen am wenigsten und weniger entwickelten Ländern unterschieden.

## Erläuterungen
Diese Binnen-Entwicklungsländer haben unter anderem aufgrund ihrer Abgeschiedenheit zumeist besondere Schwierigkeiten, sich auf dem Weltmarkt zu behaupten. Das Durchqueren etlicher anderer Staaten, das Überbrücken überdurchschnittlicher Entfernungen und unwegsamer Terrains, unzureichende infrastrukturelle Bedingungen und ineffizienter Transport lassen die Transitkosten ins Uferlose anwachsen. Geringe wirtschaftliche Wachstumsraten sind die Folge – so befinden sich unter den 32 Entwicklungsländern ohne Meereszugang 16 der am wenigsten entwickelten Länder der Welt (LDCs).
Binnenländer in Europa dagegen haben den Vorteil, dass sie von umsatzstarken Märkten umgeben sind und ihr Anteil am See-Export/-Import relativ gering ist, wobei auch der jeweilige nächste Hafen nicht derart weit gelegen wie beispielsweise in Binnenländern in Afrika ist. Der Abstand zu einem Hafen kann in Größenordnungen von mehreren tausenden Kilometern liegen, so hat beispielsweise Kasachstan mit 3750 km die weiteste Strecke zurückzulegen, Afghanistan, Tschad, Niger, Sambia und Simbabwe kommen auf etwa 2000 km. Meistens sind die Entwicklungsländer ohne Meereszugang von ebenfalls wirtschaftlich schwachen Ländern umgeben, was sich wiederum negativ auf die Transportmöglichkeiten der Entwicklungsländer ohne Meereszugang auswirkt. Mit ihnen ist nur unter erschwerten Bedingungen Handel zu betreiben, sie selbst können kaum den nötigen Absatzmarkt oder Transportsysteme auf hohem technischen und administrativem Niveau bieten.
Gemeinsam mit den am wenigsten entwickelten Ländern (LDCs) und den kleinen Inselentwicklungsländern (SIDS) werden die Entwicklungsländer ohne Meereszugang seit 2001 von einem hohen Beauftragten für die am wenigsten entwickelten Länder, Binnenentwicklungsländer und kleinen Inselentwicklungsländer repräsentiert. Aufgrund einer Resolution der UN-Vollversammlung wurde dieses Büro am Sitz der Weltorganisation in New York eingerichtet, um bei den verschiedenen Aktionsprogrammen für diese Ländergruppen koordinierend zu helfen.

## Aktuelle Entwicklungsländer ohne Meereszugang (LLDCs)
| Europa         | Europa        | Asien                               | Asien                               | Afrika   | Afrika   |
| -------------- | ------------- | ----------------------------------- | ----------------------------------- | -------- | -------- |
|                | Moldau        |                                     | Laos*                               |          | Lesotho* |
| Nordmazedonien | Mongolei      | Malawi*                             |                                     |          |          |
| Südamerika     | Südamerika    | Nepal*                              | Mali*                               |          |          |
|                | Bolivien      | Tadschikistan                       | Niger*                              |          |          |
| Paraguay       | Turkmenistan  | Ruanda*                             |                                     |          |          |
| Asien          | Asien         | Usbekistan                          | Sambia*                             |          |          |
|                | Afghanistan*  | Afrika                              | Afrika                              | Simbabwe |          |
| Armenien       |               | Äthiopien*                          | Südsudan*                           |          |          |
| Aserbaidschan  | Botswana      | Tschad*                             |                                     |          |          |
| Bhutan         | Burkina Faso* | Uganda*                             |                                     |          |          |
| Kasachstan     | Burundi*      | Zentralafrikanische Republik*       |                                     |          |          |
| Kirgisistan    | Eswatini      | *gleichzeitig in der Gruppe der LDC | *gleichzeitig in der Gruppe der LDC |          |          |